# 弗雷洛峰

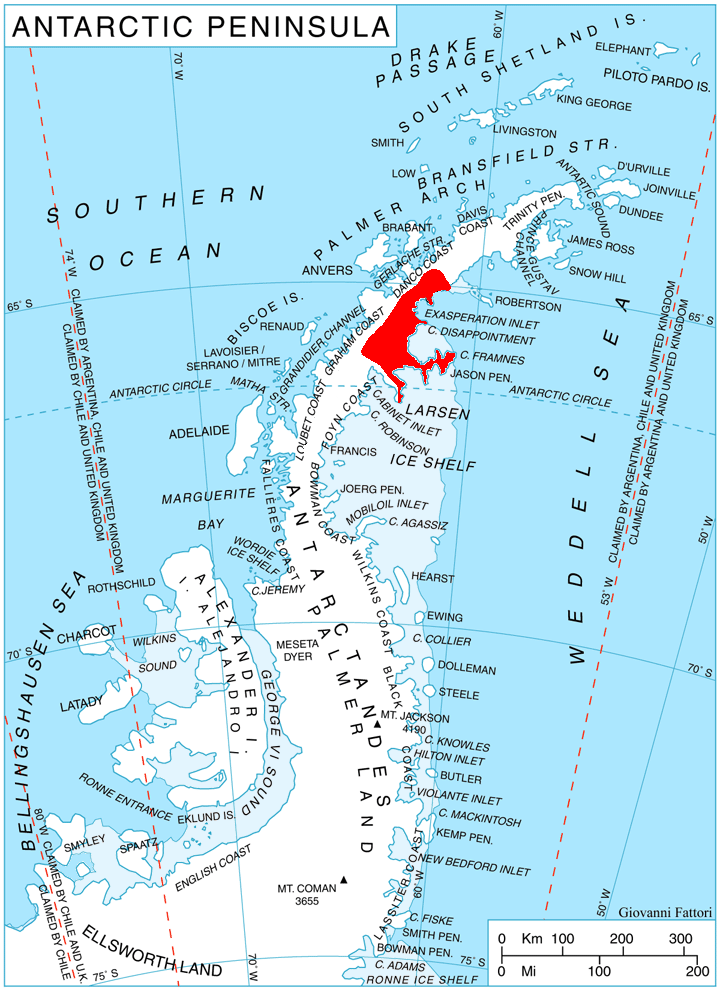

弗雷洛峰（英語：Vrelo Peak）是南極洲的山峰，位於葛拉漢地，屬於亞里斯多德山脈中帕爾利切夫嶺的一部分，處於里萊茨峰西南面13.5公里，海拔高度1,250米。

## 外部連結
- Vrelo Peak. （页面存档备份，存于） SCAR Composite Antarctic Gazetteer.

65°31′00″S 62°41′10″W / 65.51667°S 62.68611°W